# Sozialakademie Dortmund
Die Sozialakademie Dortmund (SAD) ist 1998 als Lehrinstitution und Bestandteil des Zentrums für Weiterbildung innerhalb der Technischen Universität Dortmund aufgegangen und existiert nicht mehr. Es gibt Angebote und Seminare, Arbeitnehmer sowie deren Vertretungen zu selbständiger Tätigkeit in Arbeitswelt, Verbänden, Wirtschaft und Gesellschaft zu befähigen.

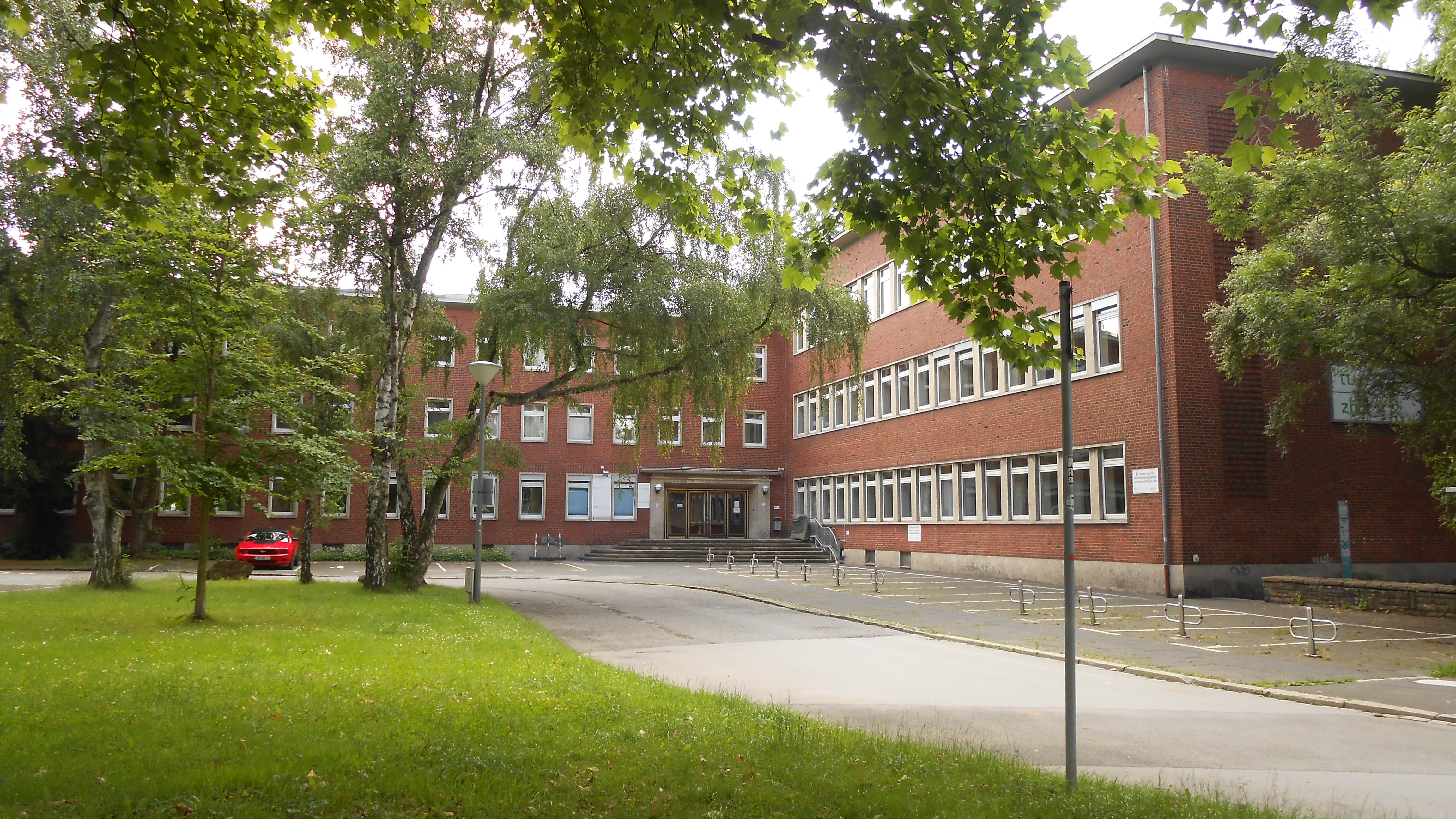
Gebäude der Sozialakademie Dortmund: Hohe Straße 141 in Dortmund, nahe der B1.

## Geschichte
Die Sozialakademie Dortmund wurde am 10. Juni 1947 auf Initiative des Gewerkschaftssekretärs Alfred Gundlach (1895–1951) gegründet, der bereits seit 1946 einen "Gewerkschaftlichen Arbeitskreis für junge Leute" organisierte. Die Gründung erfolgte nach Beratungen der Dortmunder Gewerkschaften mit der nordrhein-westfälischen Landesregierung, der Dortmunder Stadtverwaltung und der Sozialforschungsstelle der Westfälischen Wilhelms-Universität Münster. Sie verfolgt laut Satzung das Ziel, "Personen vornehmlich aus dem Kreis der Arbeitnehmer im Rahmen eines speziellen sozialwissenschaftlichen Studiums zu unabhängigem Urteil und zu selbständiger Tätigkeit in Arbeitswelt, Wirtschaft und Politik zu befähigen". Am 3. November 1947 wurde ein erster Studiengang mit den Fächern Volkswirtschaft und Soziologie, Wirtschafts- und Sozialpolitik, Betriebswirtschaft, Rechtswissenschaft (Sozialrecht), Gewerkschaftstheorie, Geschichte und Praxis der Gewerkschaftsbewegung sowie medizinische Arbeitswissenschaft und Sozialpsychologie angeboten. Die Trägerschaft der SAD übernahmen das Land Nordrhein-Westfalen, die Stadt Dortmund sowie der Deutsche Gewerkschaftsbund (DGB). Sie ist somit die zweitälteste Akademie für Arbeiter nach der Akademie der Arbeit (AdA) in der Universität Frankfurt am Main, welche 1921 gegründet wurde. Einen ähnlichen Auftrag verfolgt seit 1949 die Akademie für Gemeinwirtschaft in Hamburg. 1954 erhielt die SAD den Status einer Wissenschaftlichen Akademie des Landes Nordrhein-Westfalen. Nach der Verabschiedung des Gesamthochschulentwicklungsgesetz vom 18. Mai 1972 (§ 33) wurde sie in den Verbund der Gesamthochschule Dortmund aufgenommen. Seit dem 1. Januar 1998 ist sie Bestandteil der Universität Dortmund.